# Castelli (município)
Castelli (partido) é um partido (município) da província de Buenos Aires, na Argentina. Possuía, de acordo com estimativa de 2019, 8.633 habitantes.

## Localidades
- Castelli
- Guerrero
- Cerro de la Gloria